# ضفادع مقرنة آسيوية
ضفادع مُقرنة آسيوية أو علاجيم آسيوية أو ضفادع قمامة الورق أو ضفادع علجومية آسيوية (الاسم العلمي: Megophryidae)، هي فصيلة كبيرة من الضفادع موطنها جنوب شرق آسيا الدافئ، توجد من سفوح جبال الهيمالايا شرقًا، جنوبًا إلى إندونيسيا وجزر سوندا الكبرى في بحر جنوب شرق آسيا، وتمتد إلى الفلبين. له أحفوريات معروفة أيضًا في أمريكا الشمالية. اعتبارا من عام 2014، تشمل الفصيلة 246 نوعًا من الضفادع مقسمة بين خمسة أجناس.